# Ягодный (Серафимовичский район)
Ягодный — хутор в Серафимовичском районе Волгоградской области. Входит в состав Крутовского сельского поселения.

## География
Расположен на левом берегу реки Кривая в 48 км к западу от Серафимовича и в 195 км к северо-западу от Волгограда.
По реке в этом месте проходит административная граница с Ростовской областью.

## История
В годы Великой Отечественной войны территория находилась в зоне сражений Сталинградского фронта.

## Инфраструктура
Личное подсобное хозяйство с зоной сельскохозяйственного использования, индивидуальная застройка усадебного типа.

## Памятные места, достопримечательности
Братская могила советских воинов, погибших в период Сталинградской битвы

## Транспорт
Автодорог с твёрдым покрытием и железных дорог нет.